# Christ's Hospital
Christ's Hospital er (trods navnet) en privatskole (engelsk: public school) i Horsham, England.

## Historie
Christ's Hospital blev grundlagt af Edward VI i 1552.

## Ansatte
Forstandere har været:
- James Boyer (1778–1799)
- George Andrew Jacob (1853–1868)
- Arthur William Trollope (1799–1826)
- William Hamilton Fyfe (1919–1930?)

Andre toable undervisere tæller:
- Edward Baldwin, 4. jarl af Baldwin of Bewdley
- Adrian Bawtree
- Edward Buck
- Samuel Cobb
- Gerald Davies
- Ralph Henry Carless Davis
- Bruce Grindlay
- Craig Sellar Lang
- Derrick Somerset Macnutt[1]
- William Wales (astronom)
- Henry Robinson D. D.